# Wat Xieng Thong

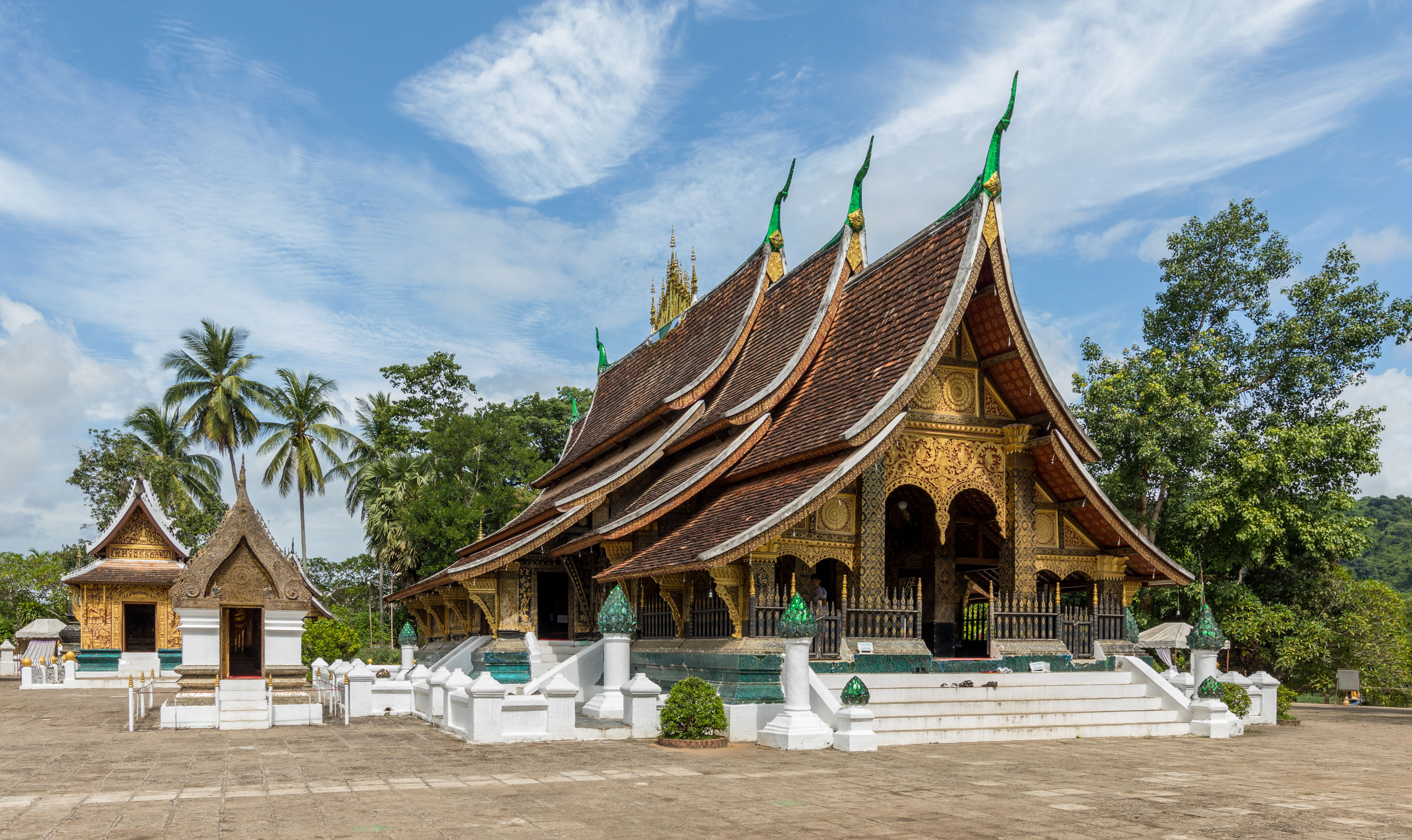
Wat Xieng Thong

Wat Xieng Thong hay chùa Xiêng Thoong là một trong những ngôi chùa cổ nhất và là ngôi chùa quan trọng nhất của thành phố Luang Prabang tại Lào. Ngôi chùa nằm ở ngã ba sông Mê Kông và sông Nậm Khăn (hoặc Nậm Khan). Ngôi chùa được tạo dựng dưới triều vua Setthathirat năm 1559-1560. Tên gọi Wat Xieng Thong có nghĩa là chùa của thành phố vàng.
Từ cổng ra vào, bên trái là một đền nhỏ, bên trong là cỗ xe của hoàng gia. Chiếc xe đồ sộ, nổi bật với sắc vàng và được trang trí bằng 5 rắn thần Naga. Cỗ xe này đã được vua Sisavong sử dụng vào năm 1960.
Là ngôi chùa đẹp và quan trọng nhất của Luang Prabang với lối kiến trúc đặc thù Lào, mái cong cong buông xuống gần mặt đất. Wat Xieng Thong là ngôi chùa chính bao quanh là những miếu đường nhỏ có cùng một lối kiến trúc, hợp thành một cảnh quan đẹp đẽ.
Từ ngoài vào trong, trên các tường ta thấy cơ man phù điêu, điêu khắc, chạm trỗ công phu, sắc sảo nội dung dựa theo Phật tích. Nội thất của Wat Xiêng Thoong phải kể là tuyệt tác. Mỗi miếu đường cũng vậy. Mặt sau Wat, trên tường có họa một cây nhân sinh, màu đỏ cam.
Mỗi năm, vào dịp Bunpimay (Tết Lào) mọi chức sắc trong giáo hội Phật giáo Lào cũng như quan chức trong chính quyền tại Luang Prabang đều hội tụ về chùa Xiêng Thoong hành lễ chào mừng năm mới, rước tượng Prabang từ Bảo Tàng Viện về an vị trong sân Wat Xieng Thong, mọi người cùng tắm tượng Phật Prabang bằng nước hoa đại suốt một ngày, biểu hiện lòng sùng tín đối với Phật giáo.

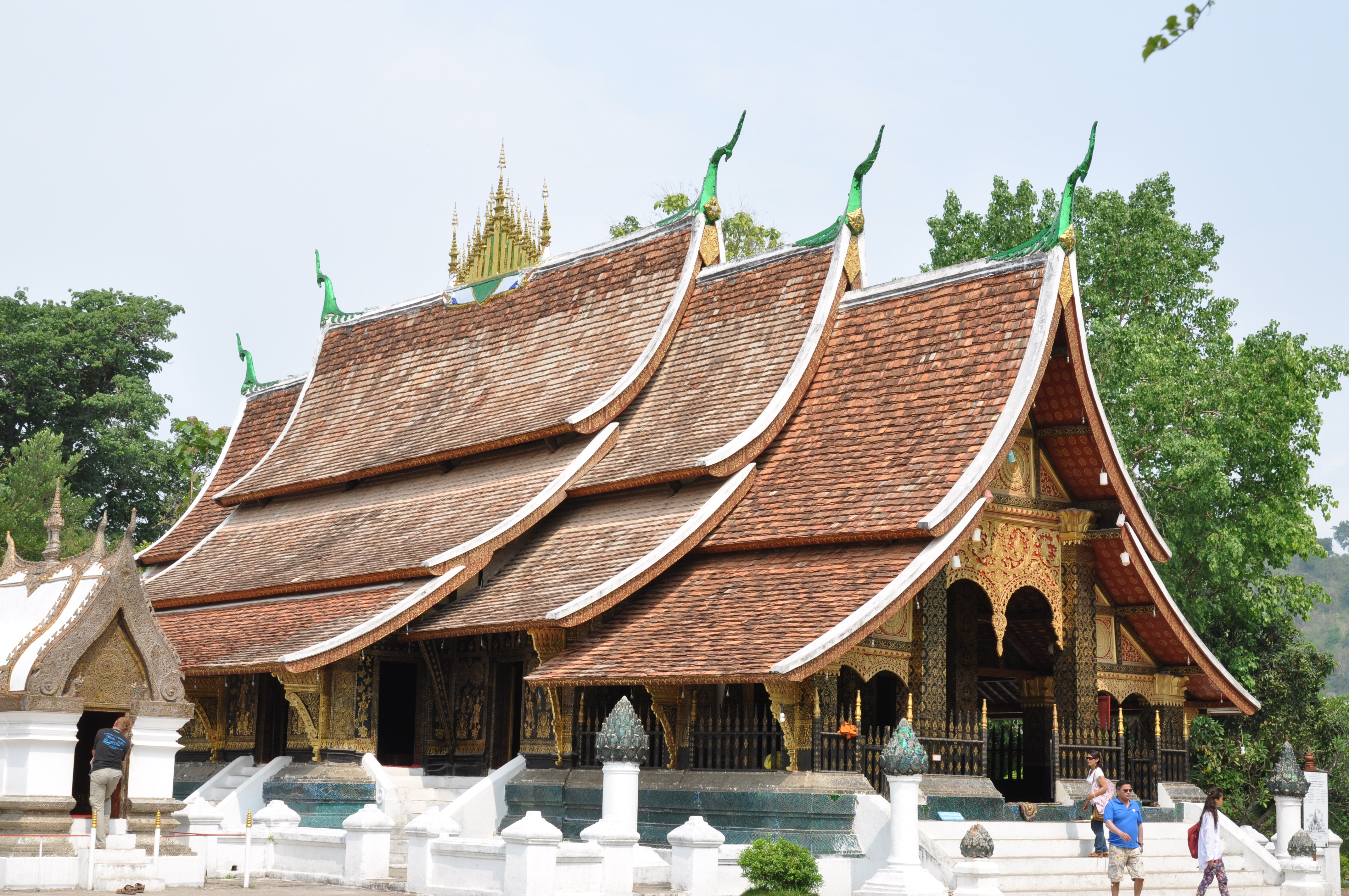
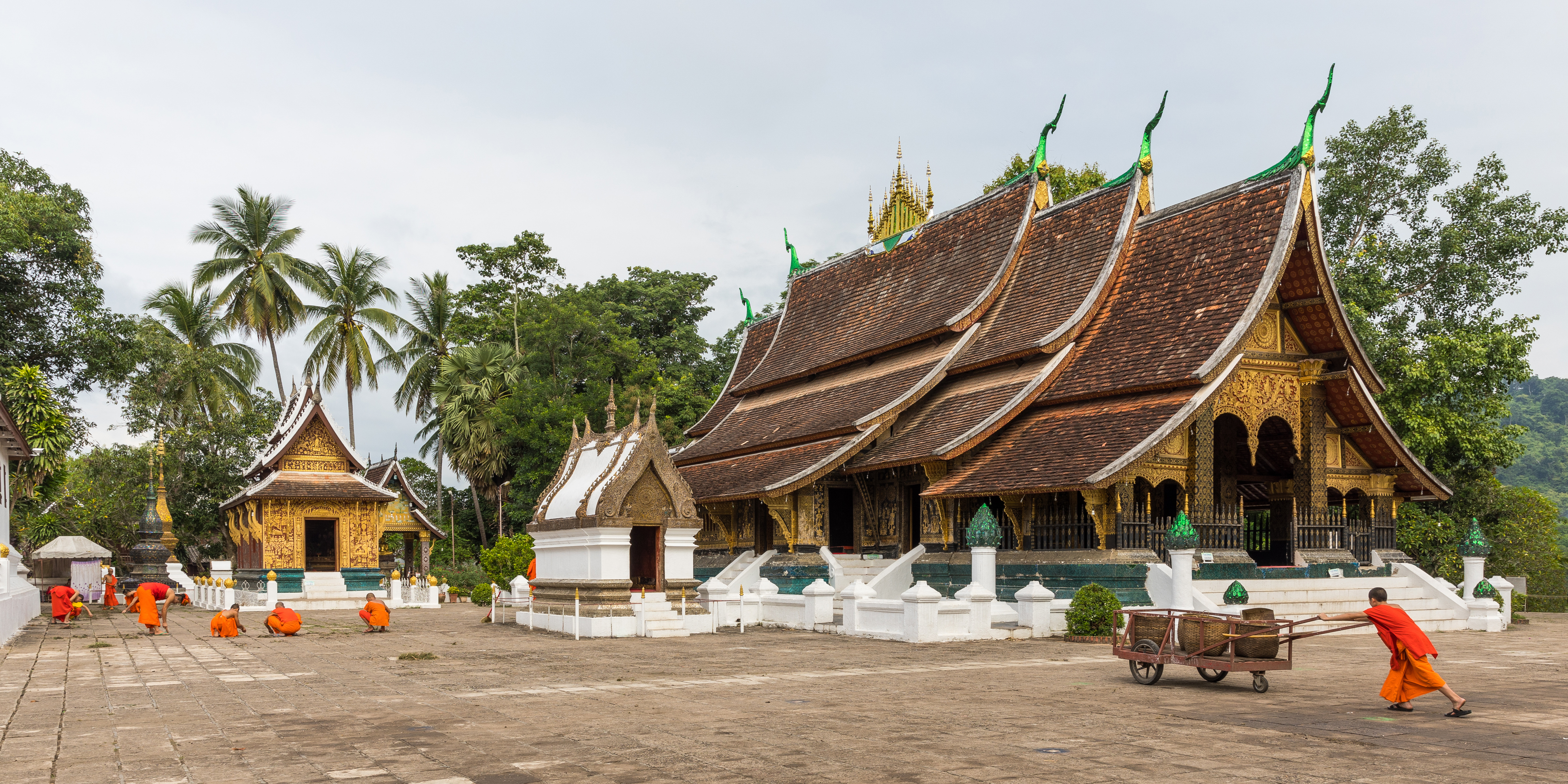
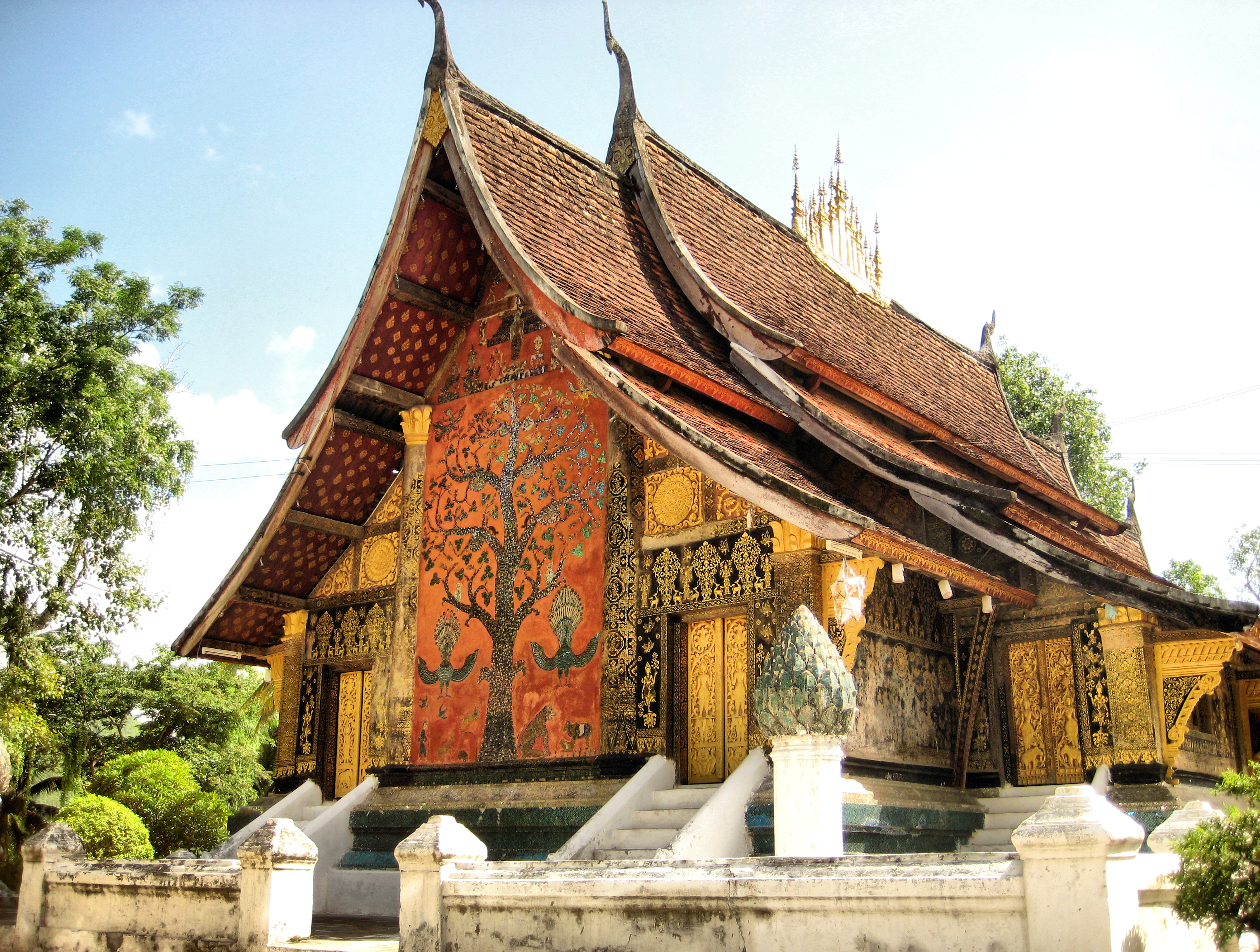
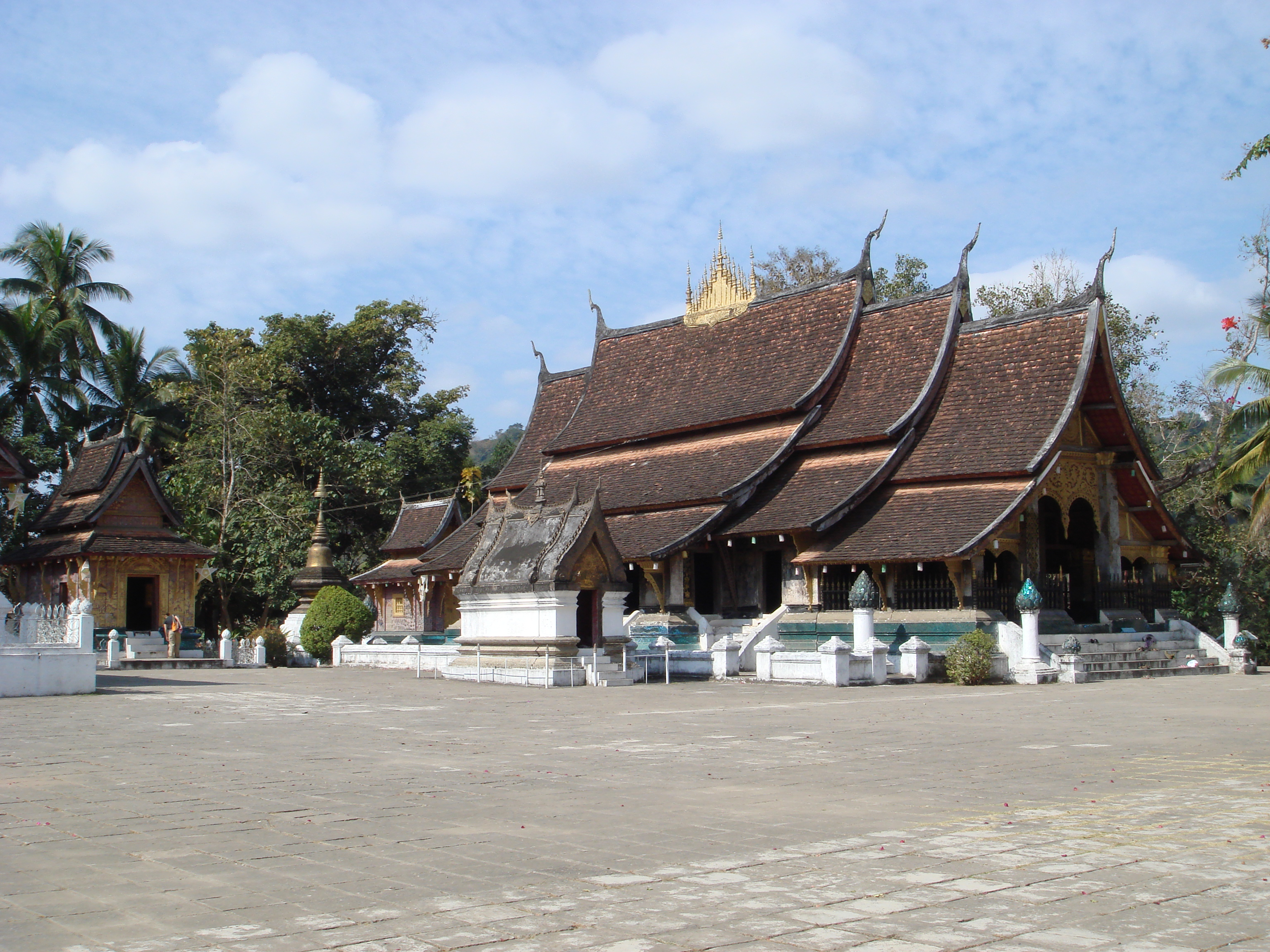
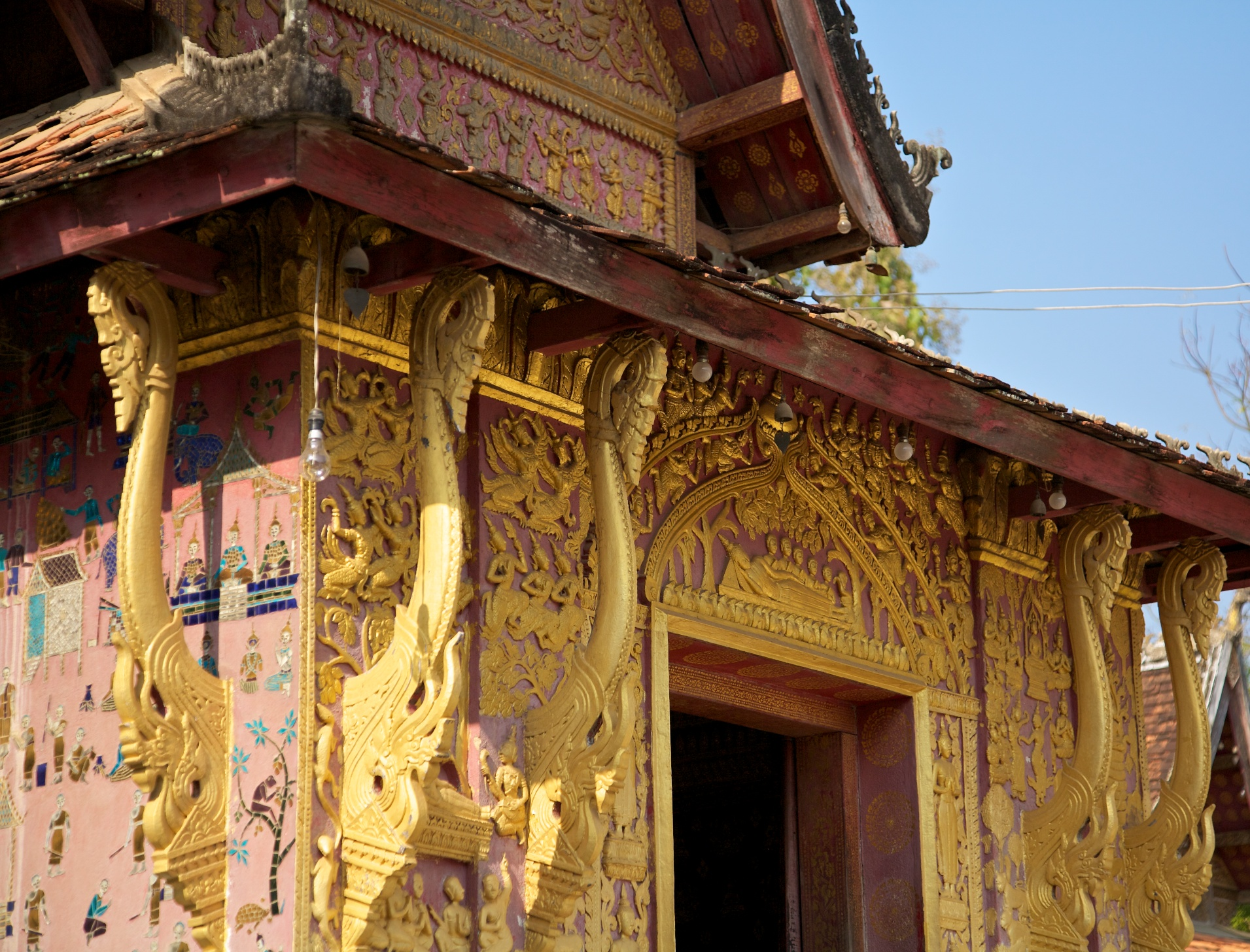
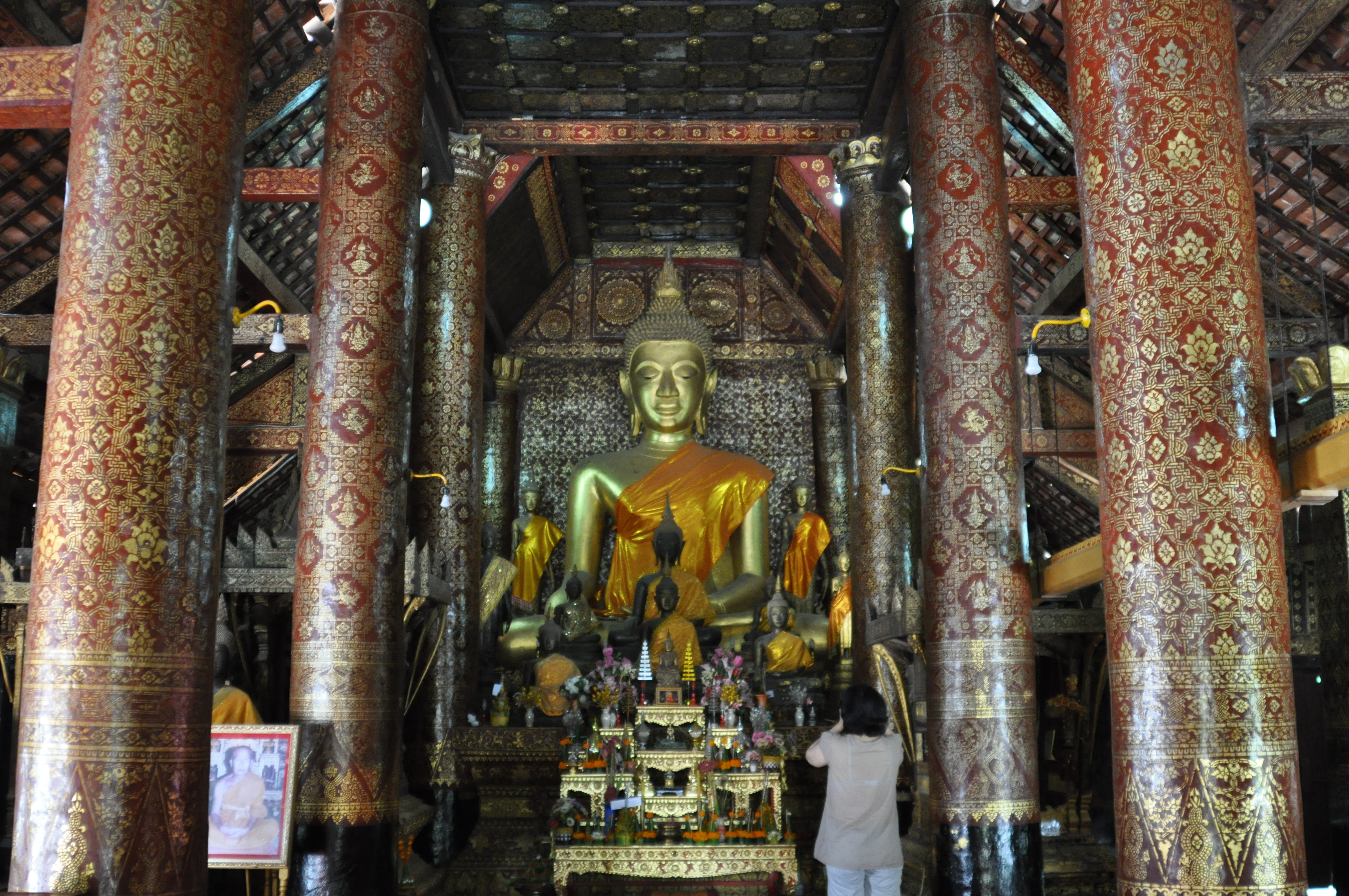
Tượng Phật bên trong
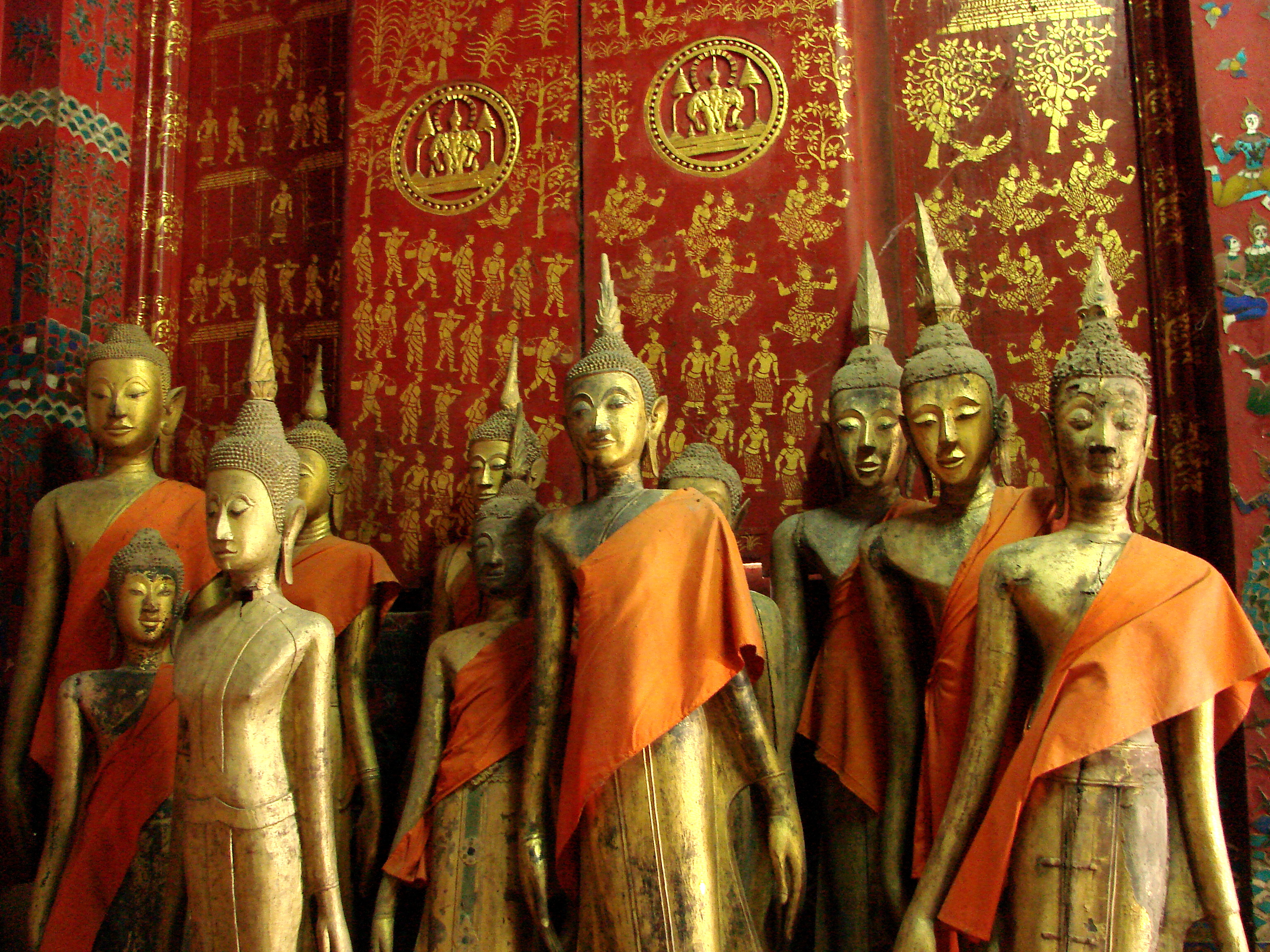
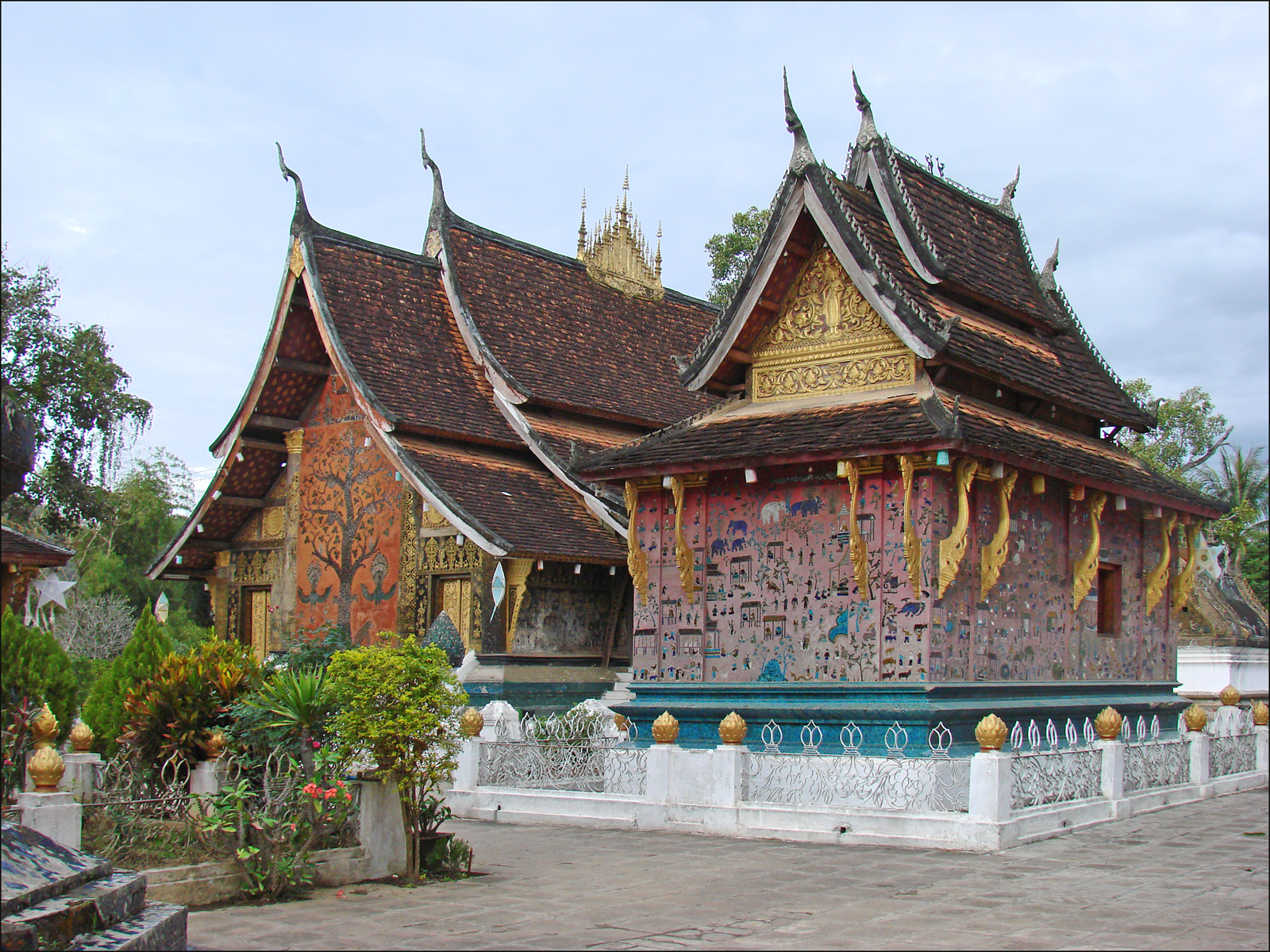
Các tòa nhà phụ